# Picasso kalandjai
A Picasso kalandjai, (eredeti svéd cím: Picassos äventyr) svéd szürrealista komédia 1978-ból. A film fergeteges komédia, abszurd vígjáték, burleszk a 20. század eleji párizsi művészvilágról. Picasso életrajza csak ürügy, keret mindehhez.
A film egyike a termékeny (és Svédországban igen népszerű) „Hasseåtage” becenevű szerzőpáros – azaz Hans Alfredson és Tage Danielsson – számos közös művének. Magyarországon azonban csak ez az egyik utolsó – és így talán egyik legkiforrottabb – filmjük vált közismertté.

## Cselekmény
A film Pablo Picasso életét mutatja be a születésétől a haláláig, számos helyen eltérve a valós eseményektől, azonban mind nagy vonalakban, mind sok apró részlet vonatkozásában tényleges életrajzi, művészettörténeti alapokra épít – amit a film mottója így fogalmaz meg: „Ezer szeretetteljes hazugság Hans Alfredsontól és Tage Danielssontól.”

### Forgatási helyszín
A film javarészt egy svéd kisvárosban, Tomelillában készült, a filmben itt olyan nagyvárosok részleteit jelenítik meg, mint Párizs, London és New York.

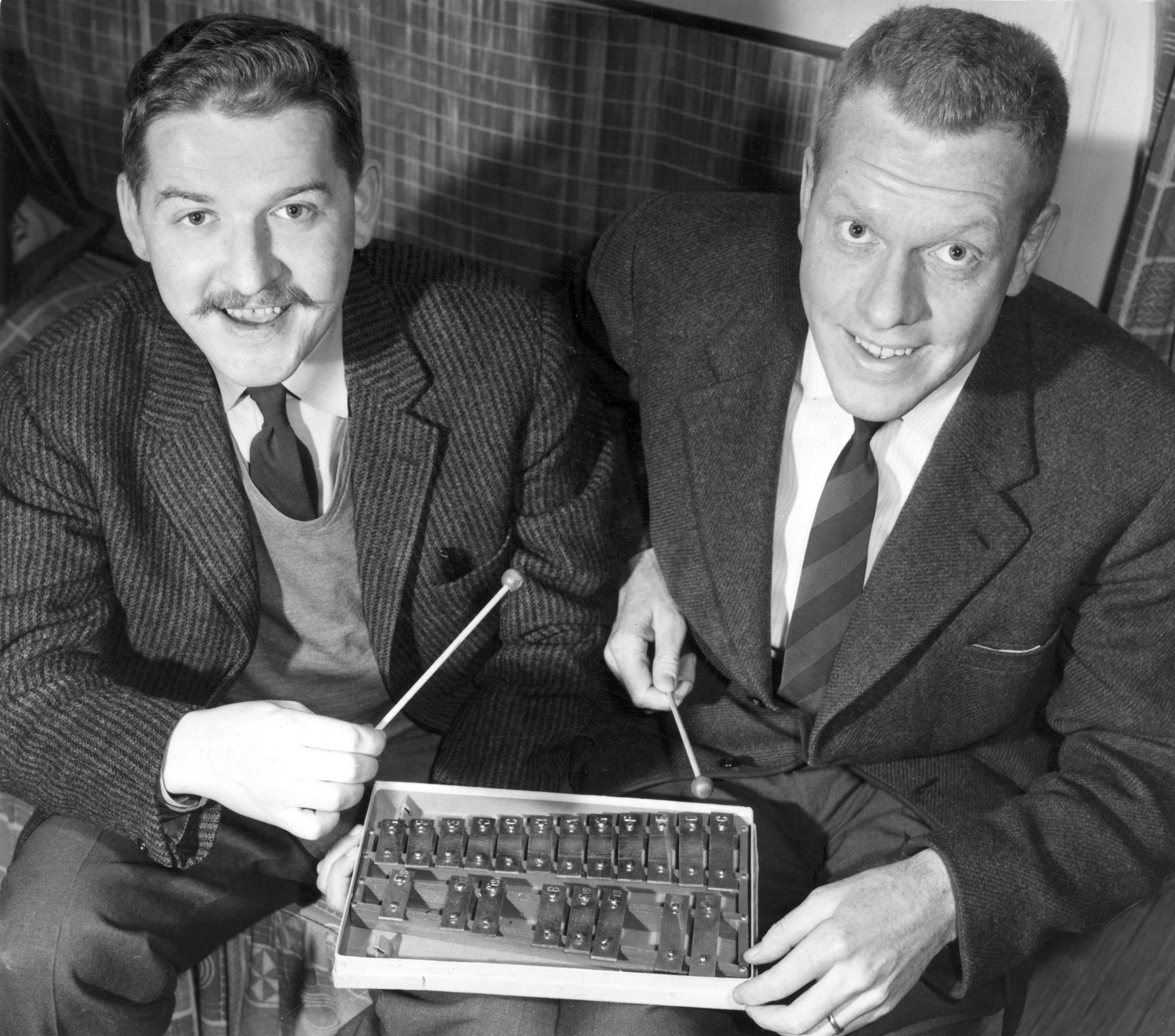
A „Hasse és Tage” szerzőpáros 1959-ben

## Szereplők
- Gösta Ekman Jr. – Pablo Picasso
- Hans Alfredson – Don José, Pablo apja
- Margaretha Krook – Dona Maria
- Lena Olin – Dolores
- Bernard Cribbins – Gertrude Stein
- Wilfrid Brambell – Alice B. Toklas
- Lennart Nyman – Henri Rousseau
- Per Oscarsson – Guillaume Apollinaire
- Elisabeth Söderström – Mimi
- Gösta Winbergh – Picasso énekhangja
- Birgitta Andersson – Ingrid Svensson-Guggenheim
- Magnus Härenstam – Hitler
- Sune Mangs – Churchill
- Lena Nyman – Sirkka
- Yngve Gamlin – Gyagilev
- Lisbeth Zachrisson – Olga
- Rolv Wesenlund – Edvard Grieg
- Lasse Pöysti – Sirkka apja
- Birgitta Ulfsson – Sirkka anyja
- Hjördis Petterson – az öreg Dolores
- Bengt-Olof Landin – pap
- Lars-Åke von Vultée – Erik Satie
- Olle Ljungberg – Ernest Hemingway
- Toivo Pawlo – Elsa Beskow
- Stellan Sundahl – francia rendőr

## Fogadtatása Magyarországon
Az IMDB és számos forrás megjegyzi, hogy az alkotás különösen népszerű Magyarországon, amelynek egyik oka lehet a felhasznált, jellemzően indoeurópai nyelvektől kívül eső, független szemlélet, amely az All Movie Guide szerzője, Clarke Fountain szerint anyanyelvűek számára nehezebbé teszi a film humorának befogadását. Gösta Eckman, a főszereplő maga is meglepődött ezen a népszerűségen, és hogy Budapesten úgy néztek rá, mintha valóban maga Pablo Picasso, a nagy művész járna az utcákon.